# مارك بي ليون
مارك بي ليون (بالإنجليزية: Mark P. Leone)‏ هو عالم إنسان ومؤرخ أمريكي، ولد في 1940.